# Cynodonteae
Cynodonteae je tribus trava, dio potporodice Chloridoideae. Tribus je opisan 1824.
Podijeljen je na 26 podtribusa.

## Opis
Najveće pleme, Cynodonteae uključuje 850 vrsta u 94 roda, a slijede ga Eragrostideae s 489 vrsta u 14 rodova, Zoysieae s 233 vrste u četiri roda, Triraphideae s 15 vrsta u tri roda i Centropodieae sa šest vrsta u dva roda . Prepoznaju se 21 podpleme unutar Cynodonteae, a to uključuje tri nova podplemena: Dactylocteniinae, Orininae, Zaqiqahinae (Peterson et al., 2016.). Vrste u Dactylocteniinae (uključuje Acrachne, Brachychloa, Dactyloctenium i Neobouteloua) imaju sinflorescencije sastavljene od prstasto raspoređenih grozdova koji se nalaze na središnjoj osi, kariopse obično sa slobodnim perikarpom (isključujući Neobouteloua), klasiće s 1-9 bočno stisnutih cvjetova, ljuske koje su obično kraće od klasića (isključujući jednu vrstu Dactyloctenium) i (1–)3(–5) žilaste leme (isključujući jednu vrstu Dactyloctenium) (Clayton et al., 2016.). Postoje dokazi o mogućem događaju hibridizacije i naknadnoj genomskoj introgresiji između Acrachne racemosa (B. Heyne ex Roem. & Schult.) Ohwi i nepoznatog člana Eleusininae budući da markeri DNK plastida i jezgre nisu podudarni (Peterson et al., 2015, 2016; Peterson & Romaschenko, neobjavljeni podaci).

## Podtribusi
1. Subtribus Tripogoninae Stapf
  1. Desmostachya (Hook. fil.) Stapf (1 sp.)
  2. Melanocenchris Nees (3 spp.)
  3. Eragrostiella Bor (6 spp.)
  4. Tripogonella P. M. Peterson & Romasch. (3 spp.)
  5. Oropetium Trin. (6 spp.)
  6. Tripogon Roem. & Schult. (49 spp.)
  7. Indopoa Bor (1 sp.)
  8. Halopyrum Stapf (1 sp.)
2. Subtribus Pappophorinae Dumort.
  1. Neesiochloa Pilg. (1 sp.)
  2. Pappophorum Schreb. (9 spp.)
  3. Tridens Roem. & Schult. (15 spp.)
3. Subtribus Traginae P. M. Peterson & Columbus
  1. Polevansia De Winter (1 sp.)
  2. Pogononeura Napper (1 sp.)
  3. Willkommia Hack. ex Schinz (4 spp.)
  4. Orthacanthus P. M. Peterson & Romasch. (1 sp.)
  5. Monelytrum Hack. ex Schinz (1 sp.)
  6. Tragus Haller (7 spp.)
4. Subtribus Hilariinae P. M. Peterson & Columbus
  1. Hilaria Kunth (10 spp.)
5. Subtribus Muhlenbergiinae Pilg.
  1. Muhlenbergia Schreb. (180 spp.)
6. Subtribus Sohnsiinae P. M. Peterson, Romasch. & Y. Herrera
  1. Sohnsia Airy Shaw (1 sp.)
7. Subtribus Jouveinae P. M. Peterson, Romasch. & Y. Herrera
  1. Jouvea E. Fourn. (2 spp.)
8. Subtribus Allolepiinae P. M. Peterson, Romasch. & Y. Herrera
  1. Allolepis Soderstr. & H. F. Decker (1 sp.)
9. Subtribus Scleropogoninae Pilg.
  1. Scleropogon Phil. (1 sp.)
  2. Swallenia Soderstr. & H. F. Decker (1 sp.)
  3. Blepharidachne Hack. (4 spp.)
  4. Munroa Torr. (5 spp.)
  5. Dasyochloa Willd. ex Steud. (1 sp.)
  6. Erioneuron Nash (3 spp.)
10. Subtribus Kaliniinae P. M. Peterson, Romasch. & Y. Herrera
  1. Kalinia H. L. Bell & Columbus (1 sp.)
11. Subtribus Boutelouinae Stapf
  1. Bouteloua Lag. (58 spp.)
12. Subtribus Monanthochloinae Pilg. ex Potztal
  1. Distichlis Raf. (11 spp.)
13. Subtribus Dactylocteniinae P. M. Peterson, Romasch. & Y. Herrera
  1. Acrachne Wight & Arn. ex Chiov.
  2. Neobouteloua Gould (2 spp.)
  3. Brachychloa S. M. Phillips (2 spp.)
  4. Dactyloctenium Willd. (13 spp.)
14. Subtribus Eleusininae Dumort.
  1. Dinebra Jacq. (24 spp.)
  2. Coelachyrum Hochst. & Nees (4 spp.)
  3. Eleusine Gaertn. (9 spp.)
  4. Apochiton C. E. Hubb. (1 sp.)
  5. Leptochloa P. Beauv. (19 spp.)
  6. Austrochloris Lazarides (1 sp.)
  7. Astrebla F. Muell. (5 spp.)
  8. Disakisperma P. M. Peterson & N. Snow (4 spp.)
  9. Schoenefeldia Kunth (1 spp.)
  10. Schoenefeldiella P.M.Peterson (1 spp.)
  11. Afrotrichloris Chiov. (2 spp.)
  12. Enteropogon Nees (14 spp.)
  13. xCynochloris Clifford & Everist (0 sp.)
  14. Chloris Sw. (55 spp.)
  15. Enteropogonopsis Wipff & Shaw (2 spp.)
  16. Tetrapogon Desf. (8 spp.)
  17. Lepturus R. Br. (17 spp.)
  18. Oxychloris Lazarides (1 sp.)
  19. Harpochloa Kunth (2 spp.)
  20. Microchloa R. Br. (4 spp.)
  21. Micrachne P. M. Peterson, Romasch. & Y. Herrera (5 spp.)
  22. Eustachys Desv. (14 spp.)
  23. Chrysochloa Swallen (4 spp.)
  24. Stapfochloa H. Scholz (8 spp.)
  25. Cynodon Rich. (26 spp.)
  26. Neostapfiella A. Camus (3 spp.)
  27. Pommereulla L. fil. (1 sp.)
  28. Rheochloa Filg., P. M. Peterson & Y. Herrera (1 sp.)
15. Subtribus Aeluropodinae P. M. Peterson
  1. Odyssea Stapf (1 sp.)
  2. Aeluropus Trin. (8 spp.)
16. Subtribus Orininae P. M. Peterson, Romasch. & Y. Herrera
  1. Orinus Hitchc. (7 spp.)
  2. Cleistogenes Keng (18 spp.)
17. Subtribus Triodiinae Benth.
  1. Triodia R. Br. (84 spp.)
18. Subtribus Orcuttiinae P. M. Peterson & Columbus
  1. Neostapfia Burtt Davy (1 sp.)
  2. Orcuttia Vasey (8 spp.)
19. Subtribus Zaqiqahinae P. M. Peterson, Romasch. & Y. Herrera
  1. Zaqiqah P. M. Peterson & Romasch. (1 sp.)
20. Subtribus Cteniinae P. M. Peterson, Romasch. & Y. Herrera
  1. Ctenium Panz. (20 spp.)
21. Subtribus Trichoneurinae P. M. Peterson, Romasch. & Y. Herrera
  1. Trichoneura Andersson (9 spp.)
22. Subtribus Farragininae P. M. Peterson, Romasch. & Y. Herrera
  1. Craspedorhachis Benth. (3 spp.)
  2. Farrago Clayton (1 sp.)
23. Subtribus Perotidinae P. M. Peterson, Romasch. & Y. Herrera
  1. Trigonochloa P. M. Peterson & N. Snow (2 spp.)
  2. Mosdenia Stent (1 sp.)
  3. Perotis Aiton (16 spp.)
24. Subtribus Hubbardochloinae Auquire
  1. Leptothrium Kunth (4 spp.)
  2. Tetrachaete Chiov. (1 sp.)
  3. Dignathia Stapf (5 spp.)
  4. Leptocarydion Hochst. ex Benth. & Hook. fil. (1 sp.)
  5. Bewsia Gooss. (1 sp.)
  6. Hubbardochloa Auquier (1 sp.)
  7. Lophacme Stapf (2 spp.)
  8. Decaryella A. Camus (1 sp.)
  9. Gymnopogon P. Beauv. (15 spp.)
25. Subtribus Gouiniinae P. M. Peterson & Columbus
  1. Triplasiella P. M. Peterson & Romasch. (1 sp.)
  2. Triplasis P. Beauv. (1 sp.)
  3. Schenckochloa J. J. Ortíz (1 sp.)
  4. Tridentopsis P. M. Peterson (2 spp.)
  5. Vaseyochloa Hitchc. (1 sp.)
  6. Gouinia E. Fourn. ex Benth. & Hook. fil. (9 spp.)
26. Subtribus Cynodonteae incertae sedis
  1. Kampochloa Clayton (1 sp.)
  2. Lepturidium Hitchc. & Ekman (1 sp.)
  3. Sclerodactylon Stapf (1 sp.)
  4. Vietnamochloa Veldkamp & Nowack (1 sp.)